# Joseph Hickel

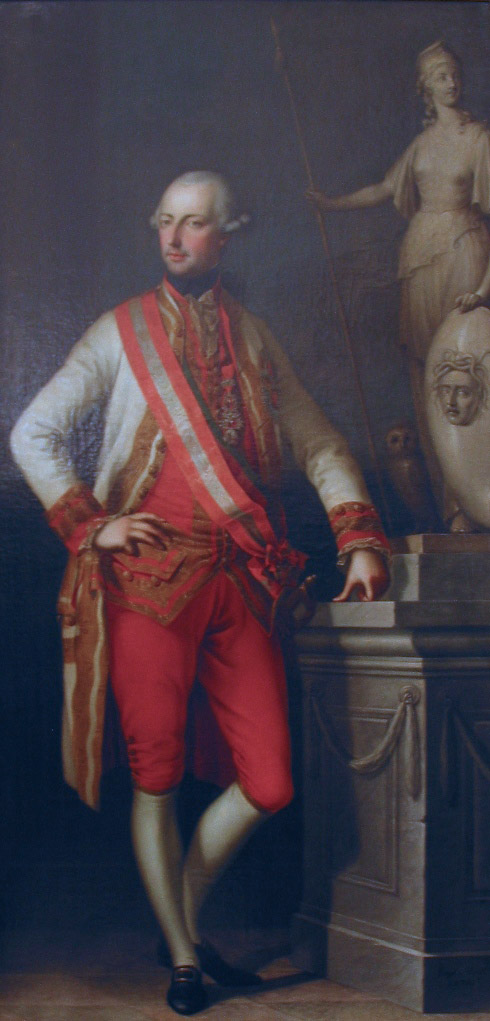
Portret cesarza Józefa II, 1776, Heeresgeschichtlichen Museum

Joseph Hickel (ur. 19 marca 1736 w Czeskiej Lipie, zm. 28 marca 1807 w Wiedniu) – niemiecki malarz portrecista.
Był synem i uczniem malarza z Czeskiej Lipy Franza Hickela, już w wieku 12 lat malował obrazy olejne, a trzy lata później wykonał prace malarskie w kościele w miejscowości Doksy. W 1754 udał się do Wiednia, gdzie studiował w Akademii Sztuk Pięknych. Tam został zauważony przez cesarzową Marię Teresę i w 1763 wyjechał na jej koszt pracować do Włoch. Po powrocie do Wiednia artysta działał na dworze cesarskim, był też członkiem Akademii. Hickel pozostawił po sobie około 3 000 portretów.

## Wybrane prace
- Maria Teresa jako cesarzowa-wdowa, olej na płótnie, po 1765 roku, 225 × 114 cm, Heeresgeschichtlichen Museum w Wiedniu,
- Portret cesarza Józefa II, olej na płótnie, 1776, 218 x 107 cm, Heeresgeschichtlichen Museum, Wiedeń,
- Portret cesarza Franciszka II, olej na płótnie, ok. 1800, 217 × 106 cm, Heeresgeschichtlichen Museum, Wiedeń,
- Portret arcyksięcia Karola, olej na płótnie, ok. 1800, 214 x 125 cm, Heeresgeschichtliches Museum, Wiedeń.
- Portret Józefa II jako naczelnego wodza,  olej na płótnie, 1777, 122.7 x 93.5 cm Muzeum Narodowe w Warszawie[1].